# La marca de la corona

La marca de la corona es la cuarta novela de la serie Aprendiz de Jedi, basada en el universo de Star Wars, y está escrita por Jude Watson. Fue publicada por Scholastic Press en inglés (octubre de 1999) y por Alberto Santos Editor en español.

## Argumento
La reina del planeta Gata agoniza y Obi-Wan Kenobi y su maestro Qui-Gon Jinn deben preservar la paz planetaria y encontrar otro heredero antes de que el príncipe Beju, al que no el importa producir una guerra con tal de tomar el poder.